# (23126) 2000 AK95
(23126) 2000 AK95 è un asteroide troiano di Giove del campo greco. Scoperto nel 2000, presenta un'orbita caratterizzata da un semiasse maggiore pari a 5,259846 UA e da un'eccentricità di 0,027383, inclinata di 1,224849° rispetto all'eclittica. Ha un diametro di 23,411 km, un periodo di rotazione di 5,526 ore e un'albedo di 0,074.